# Ніхар
Ніхар (ісп. Níjar) — муніципалітет в Іспанії, у складі автономної спільноти Андалусія, у провінції Альмерія. Населення — 28 242 особи (2010).
Муніципалітет розташований на відстані близько 410 км на південь від Мадрида, 27 км на північний схід від Альмерії.
На території муніципалітету розташовані такі населені пункти: (дані про населення за 2010 рік)
- Агуа-Амарга: 426 осіб
- Альбарікокес: 226 осіб
- Аточарес: 627 осіб
- Ель-Барранкете: 993 особи
- Кампоермосо: 8337 осіб
- Фернан-Перес: 323 особи
- Орнільйо: 136 осіб
- Ортічуелас: 110 осіб
- Уебро: 27 осіб
- Лас-Неграс: 360 осіб
- Лос-Ньєтос: 726 осіб
- Ніхар: 2993 особи
- Посо-де-лос-Фрайлес: 460 осіб
- Пуебло-Бланко: 1215 осіб
- Родалькілар: 187 осіб
- Саладар-і-Лече: 1293 особи
- Сан-Ісідро-де-Ніхар: 6570 осіб
- Сан-Хосе: 1001 особа
- Трістанес: 14 осіб
- Ель-Вісо: 633 особи
- Пухайре: 540 осіб
- Руескас: 464 особи
- Ла-Іслета: 229 осіб
- Ель-Насарено: 139 осіб
- Вента-дель-Побре: 213 осіб

## Демографія
Динаміка населення (INE ):

## Галерея зображень

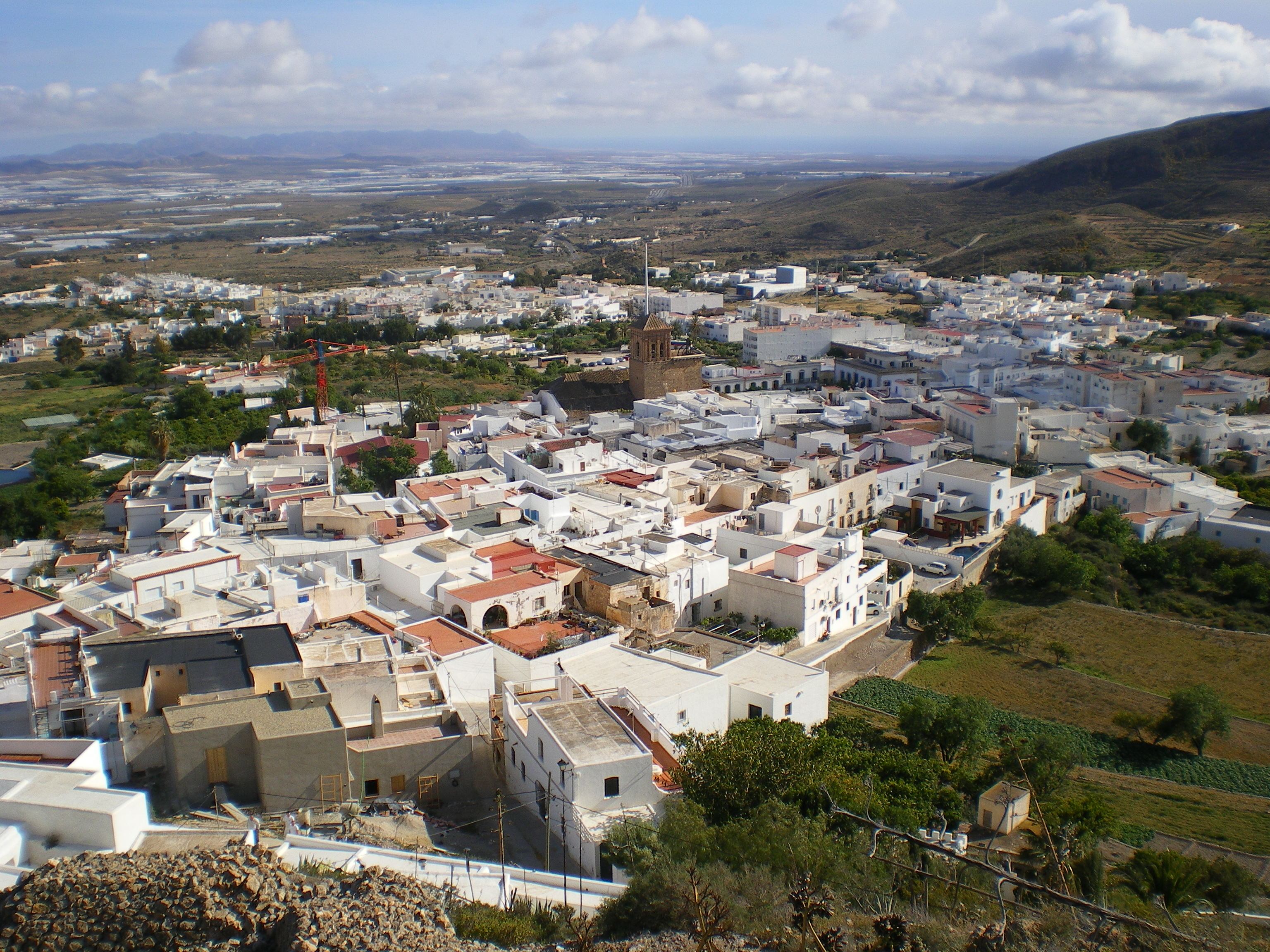
Містечко Ніхар (адміністративний центр муніципалітету)
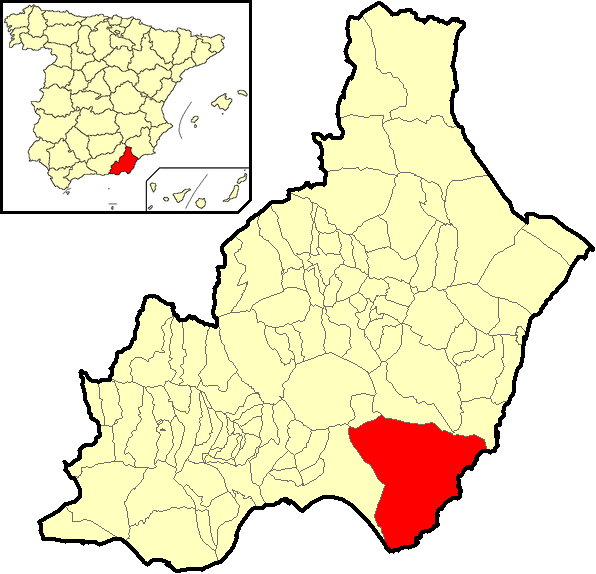
Розташування муніципалітету Ніхар у провінції Альмерія
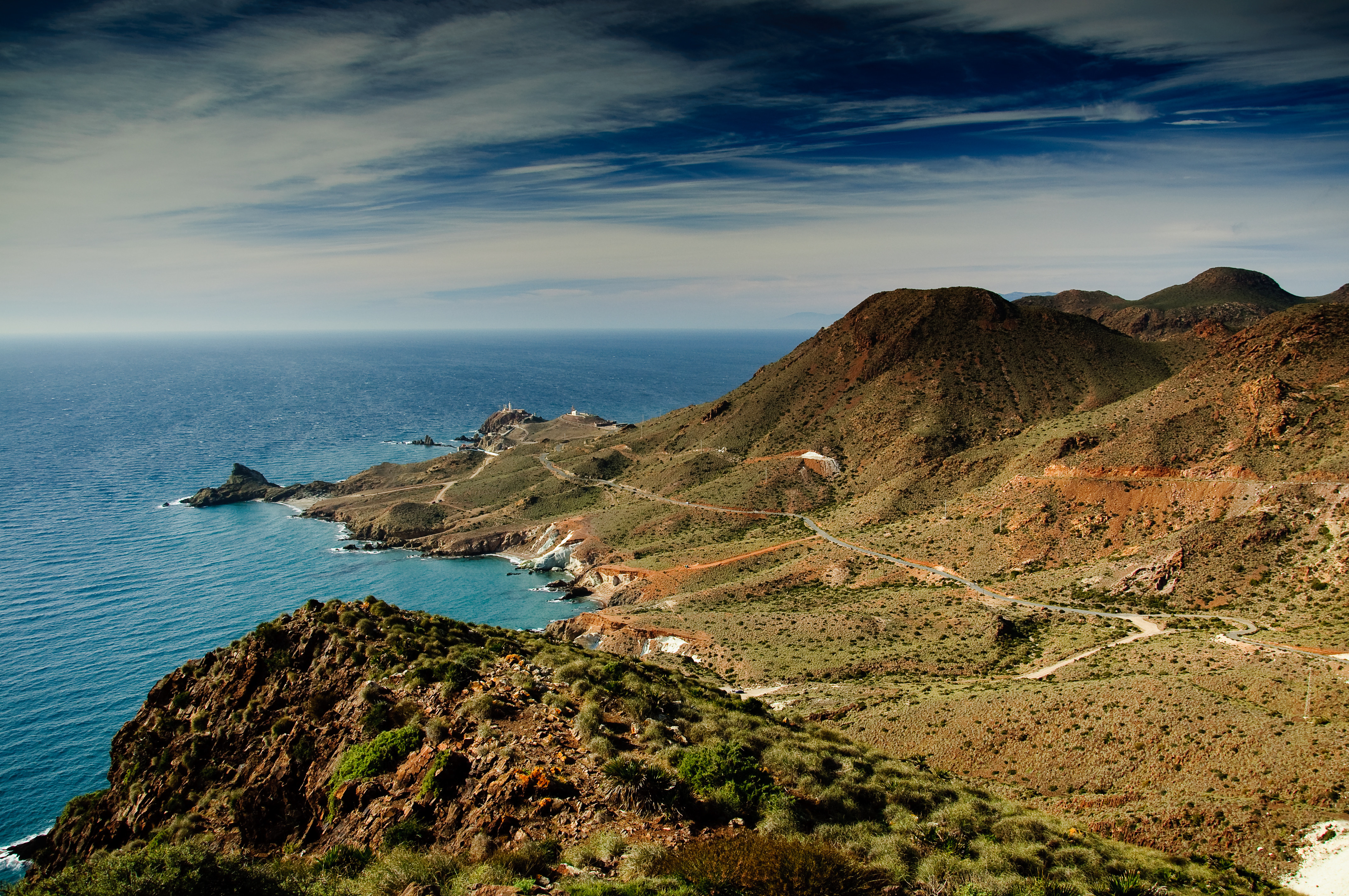
Природний парк Кабо-де-Гата-Ніхар
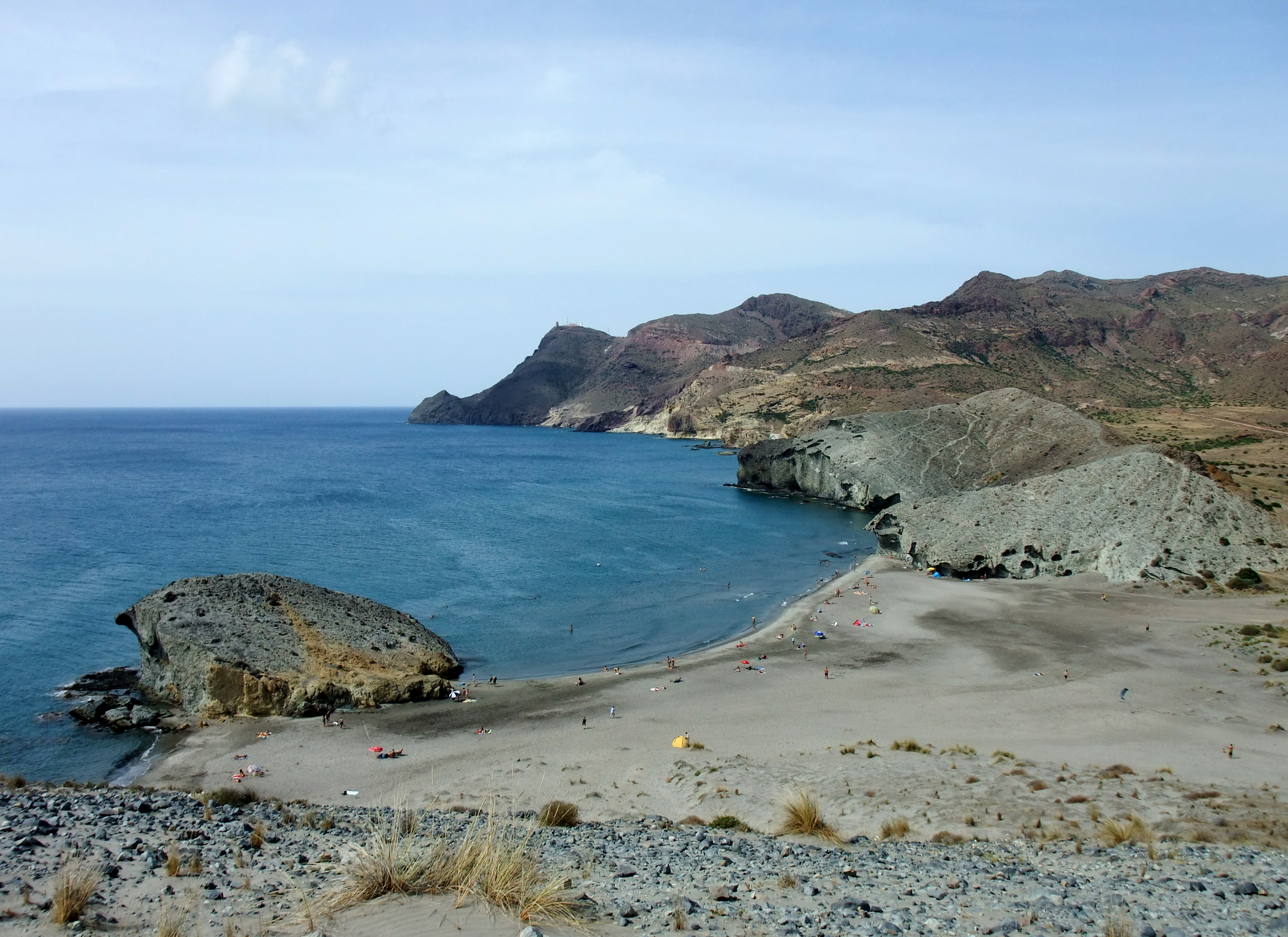
Пляж Монсуль